# North Weeki Wachee
North Weeki Wachee é uma Região censo-designada localizada no estado americano de Flórida, no Condado de Hernando.

## Demografia
Segundo o censo americano de 2000, a sua população era de 4253 habitantes.

## Geografia
De acordo com o United States Census Bureau tem uma área de
21,5 km², dos quais 19,1 km² cobertos por terra e 2,4 km² cobertos por água.

## Localidades na vizinhança
O diagrama seguinte representa as localidades num raio de 16 km ao redor de North Weeki Wachee.